# Nick McCarthy

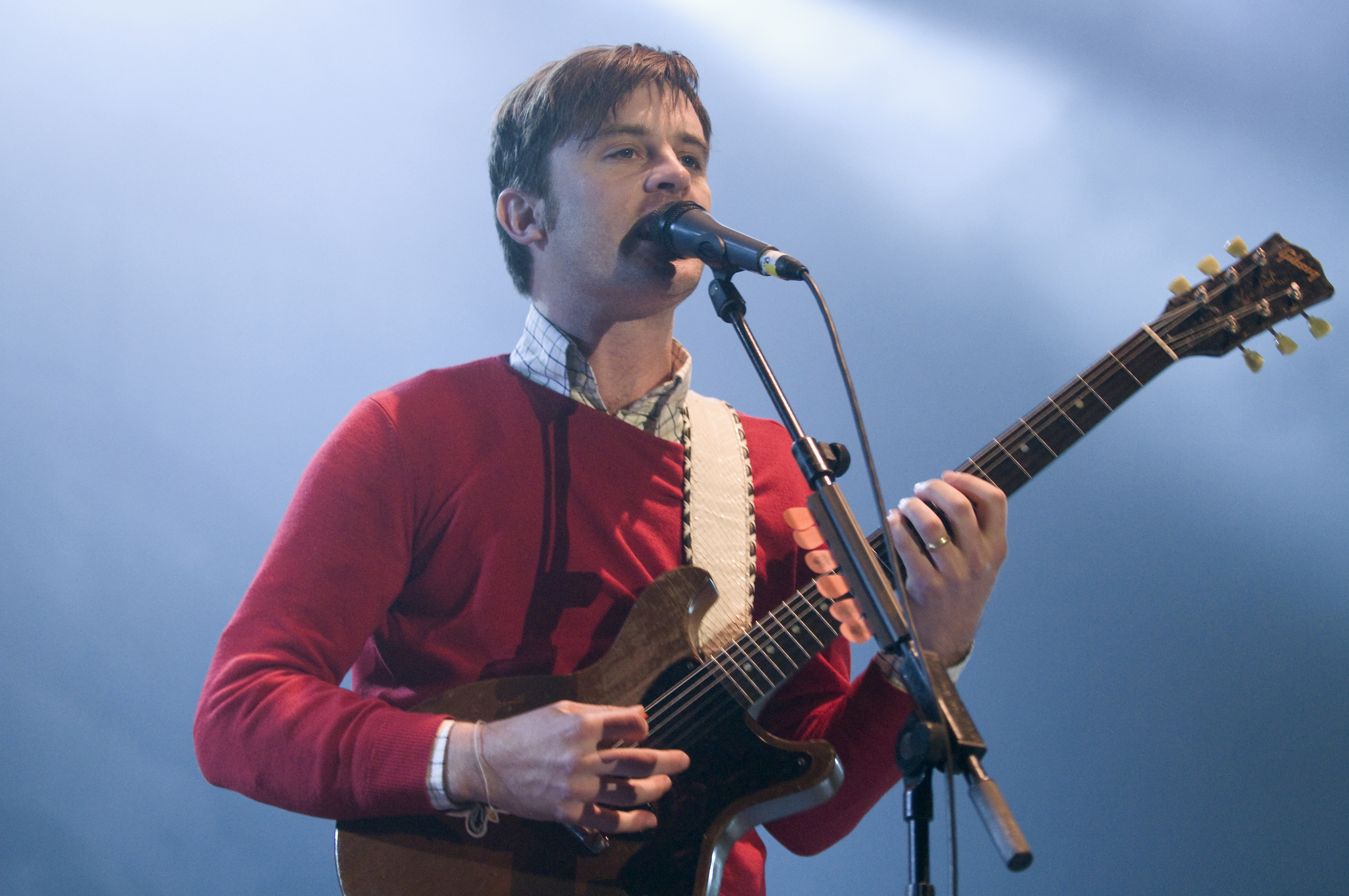
Nick McCarthy (2008)

Nicholas John McCarthy (* 13. Dezember 1974 in Blackpool, England) ist ein englisch-deutscher Musiker. Sein Schwerpunkt liegt in den Bereichen Songwriting und Songproduktion. Er ist außerdem Gitarrist, Sänger und Keyboarder. McCarthy war bis 2016 Mitglied der Band Franz Ferdinand.

## Leben
Nick McCarthy wuchs im bayerischen Vagen auf. Die Künstlerin Anna McCarthy ist seine jüngere Schwester. Als Jugendlicher stahl er mit Freunden ein Auto und trug seitdem den Spitznamen „McCarThief“ (englisch car thief = Autodieb). Er machte Abitur in Bad Aibling und studierte Kontrabass am Richard-Strauss-Konservatorium München bei Paulo Cardoso. Seit 2005 ist er mit der Österreicherin Manuela Gernedel verheiratet, mit der er auch musikalische Projekte realisierte.

## Musikalisches Werk
Nick McCarthy spielte vor Franz Ferdinand in den Bands Embryo, Razzmatazz, Scatter, Kamerakino und dem Djaosch Macholi Orchester. Er ist in zahlreichen Bands und Musikprojekten aktiv und arbeitet als Songwriter und Produzent sowohl in seinen Flokati Studios in München als auch in den Sausage Studios in der Hackney Lane in London.
Die Flokati Studios bestehen seit 2020. Hier arbeitet Nick McCarthy unter anderem mit dem Musiker Mario Schönhofer zusammen. Die Sausage Studios begründete Nick McCarthy gemeinsam mit Sebastian Kellig im Jahr 2012.

### Franz Ferdinand
Nick McCarthy zog 2001 nach Glasgow. Dort lernte er auf einer Party den Sänger Alex Kapranos kennen. Gemeinsam mit Paul Thomson und Bob Hardy gründeten sie die Band Franz Ferdinand. McCarthy sollte zunächst Schlagzeug spielen, wurde dann aber Gitarrist, Keyboarder, Begleitsänger und (Co-)Songwriter der Band.
2016 verließ McCarthy die Band, um sich auf andere musikalische Projekte und seine Familie konzentrieren zu können.

### Nitsch
Das Bandprojekt Nitsch, gemeinsam mit dem Schauspieler Niklas Mitteregger und dem Produzenten und Mischer Emin Corrado steht seit 2022 beim Label Staatsakt unter Vertrag. Ihre Debütsingle Mutant Funk erschien 2022. Musikalisch wird der Song vom Label als „hoch-energetischer Indie-Rock mit Suicide’schem Elektro-Einschlag“ beworben. Im November 2022 folgte die Single Is ok, im Frühling 2023 Ende der Welt. Die Single Ich kann nicht mehr wurde im September 2023 veröffentlicht.

### Ströme x Nick McCarthy
2022 arbeitete Nick McCarthy mit der Band Ströme zusammen und brachte mit ihnen die Singles Right Now, Stadlberg und Das Modul beim Label Compost Records heraus. Bei den Songs wurde der Modular-Synthesizer Moog IIIp benutzt. Genau mit dieser Maschine haben die Beatles in den 60er Jahren einige ihrer größten Songs aufgenommen.

### Das Lunsentrio
Gemeinsam mit Seb-I Kellig (Dub-Produzent für unter anderem LaBrassBanda) und den Berliner Künstler Hank Schmidt in der Beek bildet Nick McCarthy die Band Das Lunsentrio. Ihr erstes Album Der Lunsen-Ring erschien 2011 im Eigenverlag. Im Jahr 2017 veröffentlichten sie ihr zweites Album Aufstehn! bei Problembär Records. Das Album wurde in den East-Londoner Sausage Studios aufgenommen und produziert. Es umfasst eine musikalische Palette „von schweißtreibendem Post-NDW über lyrisch surrealen Agitprop-Dreigesang und Protest-Funk in der musikalischen Tradition der Ton Steine Scherben zu alpenglühendem Rockers-Reggae“.
2021 erschien beim Label Tapete Records das Album 69 Arten den Pubrock zu spielen. Die Single These, Antithese und Synthese zur Beibebehaltung des Namens Heinrichplatz für den Heinrichplatz wurde im September 2023 veröffentlicht.

### The Nix
The Nix ist ein Projekt von Seb Kellig und Nick McCarthy. Gemeinsam mit einer Vielzahl an Gastsängern (darunter Laetitia Sadier von Stereolab, KT Tunstall und Vula Malinga von Basement Jaxx) nahmen sie 2020 ihr Debütalbum Sausage Studio Sessions auf. Es erschien beim Label Moshi Moshi Records und wurde in ihren East-Londoner Sausage Studios produziert. McCarthy selbst sagt über die Sausage Studio Sessions, dass es ein Album sei, das er schon immer habe aufnehmen wollen, nachdem er Franz Ferdinand verlassen habe. Etwas, das sich gleichzeitig wie eine Abschieds- und eine Neuanfangsparty anfühle und all die großartigen Musiker und Menschen einbeziehe, die er auf der ganzen Welt getroffen habe. Die Songs seien kollektiv und sehr spontan mit den Künstlern, die in den Sausage Studios vorbeikamen, geschrieben worden, und die gesamte Platte sei mit einer Begleitband im Motown-Stil in Partynächten aufgenommen worden.

### Manuela
Unter dem Namen Manuela veröffentlichte McCarthy gemeinsam mit seiner Ehefrau Manuela Gernedel, die ebenfalls Musikerin und Künstlerin ist, 2017 das gleichnamige Indie-Pop-Album bei Lost Map Records. Während Gernedel die Texte der Songs verfasste, komponierte McCarthy die Musik. Für Aufnahmen und Liveauftritte wird die Band erweitert und nimmt verschiedene Formen an. Auf das Release 2017 folgten zahlreiche internationale Liveauftritte u. a. in der Union Church in London, dem Museum Belvedere in Wien und dem Marvin-Festival in Mexiko-Stadt.

### Box Codax
Nick McCarthy gründete gemeinsam mit seinem langjährigen Freund Alexander Ragnew 2003 die Band Box Codax. Ihre erste Single Boys and Girls wurde 2004 beim Label Gomma veröffentlicht. Im Jahr 2006 erschien ihr erstes Album Only an Orchard Away. McCarthys Frau Manuela Gernedel tritt mehrmals auf dem Album auf. In einem Review wird die Musik als „eine Sammlung merkwürdiger, skuriler und nostalgischer Songs – manchmal ruppig, manchmal punkig“, beschrieben.
2011 veröffentlichten Box Codax ihr zweites Studioalbum Hellabuster. Die Band erzählt darauf in 13 Episoden das eigenartige und junge Leben von Hellabuster, wobei jeder Song von einem eigenen Video begleitet wird. Die Musik auf Hellabuster „bewegt sich zwischen verzerrtem Disco, Post-Punk und Glam-Prog“ und beinhaltet Beiträge und Auftritte von Mike Fraser, Joseph Mount, Paul Thomson und vielen anderen. Bei den Videos zu den Songs führten britische Künstler Regie, darunter der Turner-Preisträger Martin Creed.

### Kollaborationen
- Bei der Oper Der Sandmann von Anna Calvi und Robert Wilson nach der gleichnamigen Erzählung von E.T.A. Hoffmann, spielte McCarthy Anfang 2023 gemeinsam mit Philipp Plessmann, Theresa Stark und Lisa Wilhelm Livemusik am Thalia Theater in Hamburg.[21]
- McCarthy komponierte gemeinsam mit Polina Lapkovskaja und Federico Sanchez Songs für das Theaterstück Ronja Räubertochter, das 2019 am Residenztheater München Premiere hatte.[22]
- 2018 produzierte McCarthy das Album WAX der schottischen Singer-Songwriterin KT Tunstall. Bei einigen Songs des Albums ist McCarthy Co-Autor. Er tritt außerdem sowohl als Sänger als auch als Musiker am Bass, Keyboard und Synthesizer auf dem Album auf.[23]
- Für die britische Animationsserie Tinkershrimp & Dutch, die 2016 bei Nickelodeon UK und auf dem Onlineportal von Nicktoons UK Premiere hatte, schrieb Nick McCarthy gemeinsam mit Seb Kellig und Andy Knowles die Serienmusik.[24]
- Gemeinsam mit Sebastian Kellig komponierte Nick McCarthy über 20 Folgen die Musik für die der Polizeiserie Heiter bis tödlich – München 7.[25]

## Diskografie (Auswahl)

### Alben
- 2001: Djaosch Macholi Orchester
- 2003: Kamerakino: Paradiso
- 2004: Franz Ferdinand: Franz Ferdinand
- 2005: Franz Ferdinand: You Could Have It So Much Better
- 2006: Box Codax: Only An Orchard Away
- 2009: Franz Ferdinand: Tonight: Franz Ferdinand
- 2011: Box Codax: Hellabuster
- 2011: Das Lunsentrio: Der Lunsen-Ring
- 2013: Franz Ferdinand: Right Thoughts, Right Words, Right Actions
- 2015: FFS (Franz Ferdinand and Sparks): FFS
- 2016: Embryo: It Do
- 2017: Das Lunsentrio: Aufstehn
- 2017: Manuela: Manuela
- 2020: The Nix: Sausage Studio Sessions
- 2021: Das Lunsentrio: 69 Arten, den Pubrock zu spielen

### Singles, Produktionen und Kollaborationen
- 2009: Single Inaugural Trams (auf dem Album Super Furry Animals – Dark Days/Light Years)
- 2010: Killa Kela: Single Everyday (Nick McCarthy & Sugar Tons of Ferdinand Nightmare Remix)
- 2016: Serienmusik für Tinkershrimp & Dutch
- 2018: KT Tunstall: Album WAX
- 2019: KT Tunstall: Single Extra Wax
- 2019: Kompositionen für das Theaterstück „Ronja Räubertochter“ am Residenztheater in München
- 2022: Ströme X Nick McCarthy: Single Right Now
- 2022: Ströme X Nick McCarthy: Single Stadlberg
- 2022: Ströme X Nick McCarthy: Single Das Modul
- 2022: Single The Pike (auf der Single The Fernweh – Pas Devant Les Enfants)
- 2022: Nitsch: Single Mutant Funk
- 2022: Nitsch: Single Is ok
- 2023: Nitsch: Single Ende der Welt
- 2023: Nitsch: Single Ich kann nicht mehr